# Ischnocnema izecksohni
Ischnocnema izecksohni es una especie de anfibio anuro de la familia Brachycephalidae.

## Distribución geográfica
Esta especie es endémica de Minas Gerais en Brasil. Habita entre los 700 y 800 metros en Serra do Espinhaço y Serra da Mantiqueira.

## Etimología
Esta especie lleva el nombre en honor a Eugenio Izecksohn.

## Publicación original
- Caramaschi & Kisteumacher 1989 : A new species of Eleutherodactylus (Anura: Leptodactylidae) from Minas Gerais, southeastern Brazil. Herpetologica, vol. 44, n.º 4, p. 423-426.[5]